# 권정호 (사진가)
권정호(權正浩, 1939년~2024년 2월 24일)는 대한민국의 사진가이다.

## 학력
- 서라벌고등학교 (졸업)

## 약력
- 매일신문 사진부장

## 생애
그는 경북 문경에서 태어났으며 1960년 6월 9일 매일신문사에 입사해 언론계에 첫발을 디딘 후 사진기자로서 외길을 걸어왔다. 그는 매일신문 기자로 재직하면서 1971년 제8대 총선 당시 청도군 공화당 지원유세장에 술판이 벌어져 한 어린이가 어른 틈에 끼어 술잔을 기울이는 모습을 순간 포착한 '나도 한잔'은 그해 한국신문회관 주관 제9회 한국보도사진전에서 동상을 수상했다. 또 1972년 경찰의 강압에 거짓 자백해 부인 살해범으로 몰렸던 이정락 씨가 진범이 잡혀 103일 만에 누명을 벗고 통곡하는 '103일 만의 통곡'으로 가작(제11회)을, 1982년 경산 열차추돌사고 현장에서 넋을 잃은 엄마를 붙잡고 울부짖는 어린이를 포착한 '엄마야' 로 영예의 금상(제18회)를 수상하기도 했다. 1984년 5월 교황 요한 바오로 2세 방한 때 한국측 수행 사진기자(1명)로 선발됐으며, 1985년에는 한국기자 최초로 다윈의 갈라파고스 르포에 이어 남극 세종기지 현장을 생생한 사진으로 취재 보도하기도 했다. 또한 그는 생전 15차례나 보도사진전을 열었으며 2021년 제35회 금복문화상 특별상을 수상했다. 그리고 2022년 발간한 권정호 보도사진 62년(사진으로 기록한 역사의 현장) 사진집은 격동의 한국 현대사를 사진으로 기록한 귀중한 사료로 평가 받고 있다.

### 사망
2024년 2월 24일 숙환으로 사망했다. 향년 86세.